# Rada Ministrów Bhutanu
Lhengye Zhungtshog to sformułowanie pochodzące z języka Dzongka, które w tłumaczeniu na język polski oznacza Radę Ministrów. Jest to najwyższe ciało ustawodawcze w Bhutanie. Obecnie rada liczy 9 ministrów, którzy nazywani są lyonpos i noszą ceremonialne pomarańczowe kabney. Premier rządu wybierany jest w trakcie jednej z sesji Zgromadzenia Narodowego. Obecnym premierem jest Tshering Tobgay, który piastuje ten urząd po raz drugi (wcześniej w latach 2013–2018), po powrocie do władzy Ludowo-Demokratycznej Partii Bhutanu. Aktualna kadencja, stanowiąca czwartą krótkiej w demokratycznej historii kraju, rozpoczęła się 28 stycznia 2024 roku.

## Obecny rząd
Aktualna Rada Ministrów składa się z 9 szefów resortów, którym przewodzi premier:
- Premier: Tshering Tobgay
- Minister Rolnictwa: Lyonpo Younten Phuntsho
- Minister Gospodarki, Przemysłu i Zatrudnienia: Namgyal Dorji
- Minister Edukacji: Yeezang De Thapa
- Minister Finansów: Lyonpo Lekey Dorji
- Minister Spraw Zagranicznych i Handlu Międzynarodowego: D. N. Dhungyel
- Minister Zdrowia: Lyonpo Tandin Wangchuk
- Minister Infrastruktury i Transportu: Dasho Phuntsho Tobgay
- Minister Spraw Wewnętrznych: H.E Tshering
- Minister Energii i Zasobów Naturalnych: Lyonpo Gem Tshering